# Micke Kontinen
Micke Kontinen (* 18. Dezember 1992 in Tampere) ist ein ehemaliger finnischer Tennisspieler.

## Karriere
Micke Kontinen spielte hauptsächlich auf der ATP Challenger Tour und der ITF Future Tour. Er feierte drei Einzel- und sechs Doppelsiege auf der Future Tour. Im Doppel spielte er erstmals im Juli 2013 an der Seite von Isak Arvidsson bei den SkiStar Swedish Open auf World Tour-Level in Båstad, verlor dort aber bereits in der Auftaktrunde gegen Martín Alund und João Souza.
Micke Kontinen spielte ab 2011 für die finnische Davis-Cup-Mannschaft. Für diese trat er in acht Begegnungen an, wobei er im Einzel eine Bilanz von 2:7 und im Doppel eine von 0:1 aufzuweisen hat. 2015 spielte er letztmals ein Profiturnier.